# La Rivière-du-Nord
La Rivière-du-Nord ist eine regionale Grafschaftsgemeinde (französisch municipalité régionale de comté, MRC) in der kanadischen Provinz Québec.
Sie liegt in der Verwaltungsregion Laurentides und besteht aus fünf untergeordneten Verwaltungseinheiten (drei Städte und zwei Gemeinden). Die MRC wurde am 1. Januar 1983 gegründet. Der Hauptort ist Saint-Jérôme. Die Einwohnerzahl beträgt 128.170 (Stand: 2016) und die Fläche 451,02 km², was einer Bevölkerungsdichte von 284,2 Einwohnern je km² entspricht.

## Gliederung
Stadt (ville)
- Prévost
- Saint-Colomban
- Saint-Jérôme

Gemeinde (municipalité)
- Sainte-Sophie
- Saint-Hippolyte

## Angrenzende MRC und vergleichbare Gebiete
- Les Pays-d’en-Haut
- Montcalm
- Thérèse-De Blainville
- Mirabel
- Argenteuil